# Виртанен, Томми
Томми Виртанен (фин. Tommy Wirtanen; 19 января 1983, Мариехамн) — финский футболист, полузащитник. Также играл на позиции вингера и нападающего.

## Карьера
Первый матч в карьере провёл в 2000 году в составе «Мариехамна». До того как перейти в «Эребру» 19 декабря 2008 года, Томми Виртанен помог «Мариехамну» пробиться в Вейккауслигу, провёл за него 180 матчей, забил 15 мячей. В «Эребру» Виртанен был игроком основного состава, провёл 59 матчей, забил 2 мяча. После двух лет, проведённых в Швеции, Томми вернулся в «Мариехамн».